# Chunar
Chunar is een stad en gemeente in het district Mirzapur van de Indiase staat Uttar Pradesh. De plaats is gelegen aan de Ganges.

## Demografie
Volgens de Indiase volkstelling van 2001 wonen er 33.919 mensen in Chunar, waarvan 53% mannelijk en 47% vrouwelijk is. De plaats heeft een alfabetiseringsgraad van 57%.